# ژوزف پینکوفسکی
ژوزف پینکوفسکی (انگلیسی: Józef Pińkowski; زاده ۱۷ آوریل ۱۹۲۹ – درگذشته ۸ نوامبر ۲۰۰۰) سیاست‌مدار اهل لهستان بود.